# A Salty Dog
Albums de Procol Harum
Shine on Brightly
(1968) Home
(1970)
A Salty Dog est le troisième album du groupe Procol Harum, sorti en 1969. Il est produit par l'organiste Matthew Fisher, qui quitte le groupe peu après sa sortie.
Plusieurs chansons y évoquent la mer, à travers les yeux d'un « vieux loup de mer » (A Salty Dog) ou durant le naufrage d'un navire (Wreck of the Hesperus). Sa pochette parodie le logo de la marque de cigarettes Player's Navy Cut.
La chanson-titre, parue en single avec Long Gone Geek en face B, se classe seulement 44e au Royaume-Uni.

## Titres
Toutes les chansons sont écrites par Keith Reid et composées par Gary Brooker, sauf mention contraire.

### Face 1
1. A Salty Dog – 4:39
2. The Milk of Human Kindness – 3:46
3. Too Much Between Us (Brooker, Trower, Reid) – 3:43
4. The Devil Came From Kansas – 4:36
5. Boredom (Brooker, Fisher, Reid) – 4:34

### Face 2
1. Juicy John Pink – 2:07
2. Wreck of the Hesperus (Fisher, Reid) – 3:48
3. All This and More – 3:51
4. Crucifiction Lane (Trower, Reid) – 4:59
5. Pilgrim's Progress (Fisher, Reid) – 4:32

## Musiciens
- Gary Brooker : piano, célesta, guitare, cloches, harmonica, chant
- Matthew Fisher : orgue, piano, chant (5, 7, 10), marimba, guitare acoustique, guitare rythmique
- Dave Knights : basse
- Keith Reid : paroles
- Robin Trower : guitare électrique, guitare acoustique, tambourin, chant (9)
- B. J. Wilson : batterie, congas, tabla